# عموم اللواحم
عموم اللواحم (الاسم العلمي: Pan-Carnivora)، هي مجموعة من الثدييات تضم الواحم والأنواع المنقرضة مثل لاحميات الشكل، بالإضافة إلى ضبعيات الأسنان والضباع الحادة. تشكل هذه المجموعة، إلى جانب أشباه آكلات النمل الحرشفية، ما يُعرف بالأوابد ضمن الثدييات المشيمية.